# Myrceugenia rufa
Myrceugenia rufa är en myrtenväxtart som först beskrevs av Luigi Aloysius Colla, och fick sitt nu gällande namn av Carl Skottsberg. Myrceugenia rufa ingår i släktet Myrceugenia och familjen myrtenväxter. Inga underarter finns listade i Catalogue of Life.